# Hôpital Fatebenefratelli
L'hôpital Fatebenefratelli (nom officiel en italien : Ospedale San Giovanni Calibita Fatebenefratelli), est un hôpital situé à l'ouest de l'île Tibérine à Rome en Italie. Fondé en 1585, il est dorénavant dirigé par l'ordre hospitalier de Saint-Jean-de-Dieu. L'établissement est connu pour avoir abrité des Juifs pendant la Shoah, dès l'automne 1943, en leur diagnostiquant une maladie fictive appelée le Syndrome K.

## Histoire
Les origines de l'hôpital de l'île Tibérine remontent à avant l'an 1000 de notre ère, lorsqu'un ancien temple, dédié au dieu grec de la médecine, Asclépios, est remplacé par un sanctuaire dédié à Barthélemy, l'un des Douze Apôtres de Jésus. Le sanctuaire fournit de l'aide aux populations locales de mendiants, de pauvres et de malades. Au milieu du XVIe siècle, la mendicité est interdite à Rome et le refuge est transformé en la fabbriche della salute, en français : la fabrique de la santé.
En 1539, Jean de Dieu fonde l'institut religieux l'hôpital des Frères, à Grenade en Espagne. L'institut est reconnu, en 1572, par le pape Pie V et est surnommé Fatebenefratelli, une expression utilisée par les hommes saints qui invitent les passants à faire la charité. L'épithète signifie « Vous faites bien, mes frères », pour l'amour de Dieu. En 1581, l'hôpital des Frères fonde un nouvel hôpital appelé Casa degli Orfanelli, en français : Maison des Orphelins, sur la Piazza di Pietra, avec environ 20 lits. Deux membres de l'institut, Pietro Soriano et Sebastiano Arias, s'installent sur l'île Tibérine. En 1585, l'institut achete un monastère avec l'aide du pape Grégoire XIII. Celui-ci était occupé, jusqu'en 1573, par les Bénédictines, puis par la Confrérie des Bolognais. Le pontife leur accorde aussi l'église voisine de San Giovanni Calibita.
Quinze frères s'installent sur l'île Tibérine et initient des mesures de soins de santé. Pendant l'épidémie de peste, à Rome, l'hôpital se spécialise dans le traitement des malades de la peste et créé une école pour apprendre à son personnel à faire face aux épidémies. L'hôpital est reconnu par la commission spéciale de la santé, lors de l'épidémie de choléra de 1832 à Rome.
Huit ans après la prise de Rome en 1870, la direction de l'hôpital est dissoute, en 1878. Trois personnes achetent l'hôpital pour l'industrie privée et son intérêt. Ces trois mystérieuses personnes sont trois frères qui agissent comme acheteurs déguisés pour contourner la loi, toujours en vigueur, contre la possession du travail des hôpitaux religieux. En 1892, l'ancienne direction de l'hôpital est rétablie. Au cours du XIXe siècle, l'hôpital est renforcé contre les inondations du Tibre avec l'érection de murs d'enceinte. Cette construction est interrompue par la Première Guerre mondiale et elle reprend en 1922. L'hôpital ajoute des unités d'ophtalmologie et de fluoroscopie, considérées comme les premières du genre à Rome.

## Le syndrome K
Dans un premier temps, l'hôpital est utilisé comme hospice dans les locaux de l'église San Giovanni Calibita (en), à Rome. Plus tard, il est transformé en un hôpital moderne, par le docteur Giovanni Borromeo, qui y entre dès 1934, avec l'aide du père Maurizio Bialek.
En 1938, l'Italie adopte des lois antisémites. L'hôpital avait autorisé le médecin juif Vittorio Emanuele Sacerdoti à travailler avec de faux papiers. Avec l'occupation nazie de l'Italie, en septembre 1943, et l'imposition de lois antisémites contre les Juifs romains, Sacerdoti – avec l'approbation de Borromeo et Bialek – fait venir des patients de l'hôpital juif pour les soigner à Fatebenefratelli. Lors de la rafle du ghetto de Rome, le 16 octobre 1943, les réchappés juifs trouvent refuge à l'hôpital. Borromeo les accepte et déclare que ces nouveaux patients ont été diagnostiqués avec une maladie contagieuse et mortelle appelée Il Morbo di K (français : « le Syndrome K »), qui pouvait être interprété comme signifiant maladie de Koch ou maladie de Krebs,. Le nom est suggéré par le médecin et activiste antifasciste Adriano Ossicini. La lettre K était destinée aux réfugiés juifs pour les distinguer des vrais patients. K fait référence à l'officier allemand Albert Kesselring, qui dirige les troupes à Rome, et surtout au Sicherheitspolizei et Sicherheitsdienst Herbert Kappler, nommé chef de la police de la ville.
Le syndrome K était supposé être une maladie neurologique dont les symptômes comprenaient des convulsions, de la démence, une paralysie et, finalement, la mort par asphyxie. Bien que les symptômes de la maladie aient été délibérément maintenus ambigus, les nazis se sont abstenus d'enquêter sur l'hôpital ou même de procéder à des recherches de Juifs sur les lieux par crainte de contracter la maladie. On conseillait aux patients juifs de paraître malades et de tousser fort, ce qui avait pour effet des symptômes semblables à ceux de la tuberculose.
Outre les frères Maurizio et Borromeo, d'autres médecins du personnel ont aidé les patients juifs et les ont aidés à se cacher dans des endroits plus sûrs à l'extérieur de l'hôpital, délivrant notamment des laissez-passer (de) pour trouver refuge dans des monastères de campagne. En mai 1944, l'hôpital fut attaqué et cinq Juifs de Pologne furent arrêtés. Cependant, la ruse a sauvé environ 100 réfugiés.
Les frères Maurizio et Borromeo ont également installé un émetteur radio illégal, au sous-sol de l'hôpital, et ont pris contact avec le général Roberto Lordi (en) de la Regia Aeronautica. Après la Seconde Guerre mondiale, Borromeo est félicité par le gouvernement italien pour son action et il est également reconnu Juste parmi les nations et inscrit au mémorial de Yad Vashem. Il meurt à l'hôpital le 24 août 1961.

### Source de la traduction
- (en) Cet article est partiellement ou en totalité issu de l’article de Wikipédia en anglais intitulé « Fatebenefratelli Hospital » (voir la liste des auteurs).